# Chile i olympiska sommarspelen 1972
Chile deltog med 11 deltagare vid de olympiska sommarspelen 1972 i München.  Ingen av landets deltagare erövrade någon medalj.

## Boxning
- Héctor Velásquez
- Martin Vargas
- Julio Medina